# 彼得·列科
莱科·彼得（匈牙利語：Lékó Péter，1979年9月8日—），匈牙利国际象棋棋手、特级大师，出生于南斯拉夫苏博蒂察（现位于塞尔维亚）。
莱科于1994年获得特级大师称号，从而使得他打破了当时的最年轻特级大师纪录。2004年他获得了挑战职业棋协卫冕世界冠军弗拉基米尔·克拉姆尼克的机会。不过最终两人7:7战平，克拉姆尼克得以保留冠军头衔。
莱科的最高排名为2003年4月创下的世界第四。他的妻子索菲亚·彼得罗相（Sofia Petrosian）是亚美尼亚国际象棋特级大师阿沙克·彼得罗相之女。